# ادموند برتون
ادموند برتون (انگلیسی: Edmund Burton؛ زادهٔ ۲۰ اکتبر ۱۹۴۳) فرد نظامی اهل بریتانیا است. وی برندهٔ جوایزی همچون نشان امپراتوری بریتانیا شده است.
برتون که در کالج چلتنهام و ترینیتی هال، کمبریج تحصیل کرده بود، در سال ۱۹۶۳ به توپخانه سلطنتی پیوست. او به عنوان افسر فرمانده هنگ ۲۷ ارتش سلطنتی خدمت کرد و سپس در سال ۱۹۸۷ فرمانده توپخانه سلطنتی لشکر زرهی اول (بریتانیا) شد. او در سال ۱۹۹۰ وابسته نظامی در واشینگتن دی سی، در سال ۱۹۹۱ فرمانده کالج علوم نظامی سلطنتی و در سال ۱۹۹۴ معاون رئیس ستاد دفاع در امور عملیاتی (زمینی) شد. او در سال ۱۹۹۷ معاون رئیس ستاد دفاع (سیستم‌ها) شد و در سال ۲۰۰۰ بازنشسته شد.